# Humococcus atriplicis
Humococcus atriplicis är en insektsart som beskrevs av Ferris 1953. Humococcus atriplicis ingår i släktet Humococcus och familjen ullsköldlöss. Inga underarter finns listade i Catalogue of Life.